# ماهيش أناند
ماهيش أناند (بالإنجليزية: Mahesh Anand)‏ هو ممثل هندي، ولد في 13 أغسطس 1961، وتوفي في 9 فبراير 2019.

## وصلات خارجية
- ماهيش أناند على موقع IMDb (الإنجليزية)
- ماهيش أناند على موقع قاعدة بيانات الفيلم (الإنجليزية)